# Valence-en-Poitou
Valence-en-Poitou is een fusiegemeente (commune nouvelle) in het Franse departement Vienne (regio Nouvelle-Aquitaine). De plaats maakt deel uit van het arrondissement Montmorillon. Valence-en-Poitou is op 1 januari 2019 ontstaan door de fusie van de gemeenten Ceaux-en-Couhé, Châtillon, Couhé, Payré en Vaux. 

## Demografie
Onderstaande figuur toont het verloop van het inwonertal (bron: INSEE-tellingen).
Valence-en-Poitou telde in 2017 4474 inwoners.